# دويتشه رايخسبان (ألمانيا الشرقية)
دويتشه رايخسبان أو DR (سكك حديد الرايخ الألماني) هي الاسم التشغيلي لخطوط السكك الحديدية المملوكة للدولة في جمهورية ألمانيا الديمقراطية (ألمانيا الشرقية)، وبعد إعادة توحيد ألمانيا حتى 31 ديسمبر 1993.
في عام 1949 أعيدت السكك الحديدية الألمانية المحتلة إلى السيطرة الألمانية بعد أربع سنوات من سيطرة الحلفاء بعد الحرب العالمية الثانية. استمر أولئك الموجودون في منطقة الاحتلال السوفيتي (التي أصبحت جمهورية ألمانيا الديمقراطية أو جمهورية ألمانيا الديمقراطية في 7 أكتوبر 1949) في إدارة دويتشه رايخبان، وهو الاسم الذي أطلق على السكك الحديدية الوطنية الألمانية في عام 1937. في ألمانيا الغربية، خلفها دويتشه بوندسبان (DB).
استمر كل من الرايخسبان والبوندسبان ككيانين منفصلين حتى عام 1994، عندما اندمجا لتشكيل دويتشه بان.

## المدير العام
- ويلي بيزنر (1946-1949)
- ويلي كريكماير (1949-1950)
- إروين كرامر 1 (1950-1970)
- أوتو أرندت 1 (1970-1989)
- هربرت كيدي (1989-1990)
- هانز كليم (1990-1991)

## روابط خارجية
- يتضمن «برلين 1969» أقسامًا حول عمليات السكك الحديدية في مارينبورن برلين.